# Cantar de mio Cid
Pour les articles homonymes, voir Le Cid.

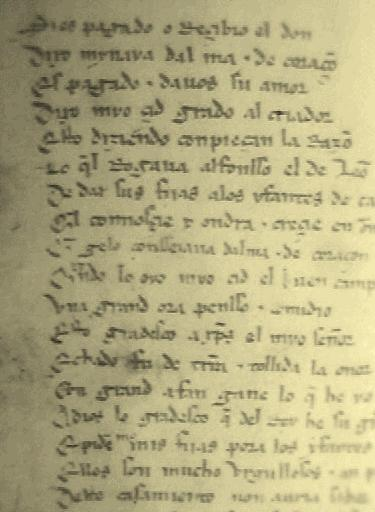
Une page du codex original, commençant au vers 1922.

Le Poème du Cid (El Cantar de Mio Cid en espagnol ancien) est la plus vieille chanson de geste de la littérature espagnole ayant pu être conservée. Elle relate l'histoire du chevalier Le Cid et de la Reconquista, au cours de laquelle il a manifesté son héroïsme.
À l'origine transmise simplement par voie orale, l'œuvre fut mise par écrit en 1207 par un certain Per Abad. Ce manuscrit est conservé dans un codex du XIVe siècle à la Biblioteca Nacional de Madrid, mais comporte quelques incomplétudes. La première page manque, de même que deux autres au milieu de l'ouvrage. Le poème est écrit en castillan médiéval, ancêtre de l'espagnol moderne (à une époque où léonais et aragonais étaient encore des langues littéraires). Il relate les aventures épiques de Rodrigo Díaz de Vivar, le conquérant du royaume de Valence. 
Le titre de l'œuvre (Cantar de Mio Cid) est une invention contemporaine, le nom original donné par son créateur étant impossible à déterminer. Certains hispanophones, suivant le français, l'appellent plutôt El Poema del Cid, arguant que ce n'est pas une chanson de geste mais un poème constitué de trois chansons.